# مارشال نيرنبرغ
مارشال وارن نيرنبرغ (بالإنجليزية: Marshall Warren Nirenberg) هو عالم كيمياء حيوية ووراثة أمريكي. ولد في 10 أبريل 1927 وتوفي في 15 يناير 2010. حصل على جائزة نوبل في الطب لعام 1968 مشاركة مع الأمريكيين روبرت هولي وهار غوبند خورانا وذلك لأبحاثهم التي ألقت الضوء على المكونات الوراثية المسؤولة عن تنظيم عملية تخليق البروتينات في نواة الخلية. وفي نفس العام، حصل ـ بالاشتراك مع خورانا على جائزة لويزا غروس هورويتز من جامعة كولومبيا.

## حياته ودراسته العلمية
ولد نيرنبرغ في مدينة نيويورك في 10 أبريل 1927. أصيب في طفولته بالحمى الروماتيزمية فانتقلت أسرته على إثر ذلك إلى مدينة أورلاندو بولاية فلوريدا لجوها شبه المداري. وقد ظهر على الصبي مارشال نيرنبرغ اهتمام مبكر بعلم الأحياء. وفي سنة 1948 نال نيرنبرغ درجة البكالوريوس في علم الحيوان، ثم الماجستير في نفس التخصص سنة 1952 من جامعة فلوريدا بمدينة غينزفيل. وكان موضوع رسالته للحصول على درجة الماجستير هو "دراسة بيئية وتصنيفية للذبابة مشعرة الأجنحة. وقد حصل نيرنبرغ على درجة دكتوراه الفلسفة في الكيمياء الحيوية من جامعة ميتشيغان في مدينة آن آربر سنة 1957.

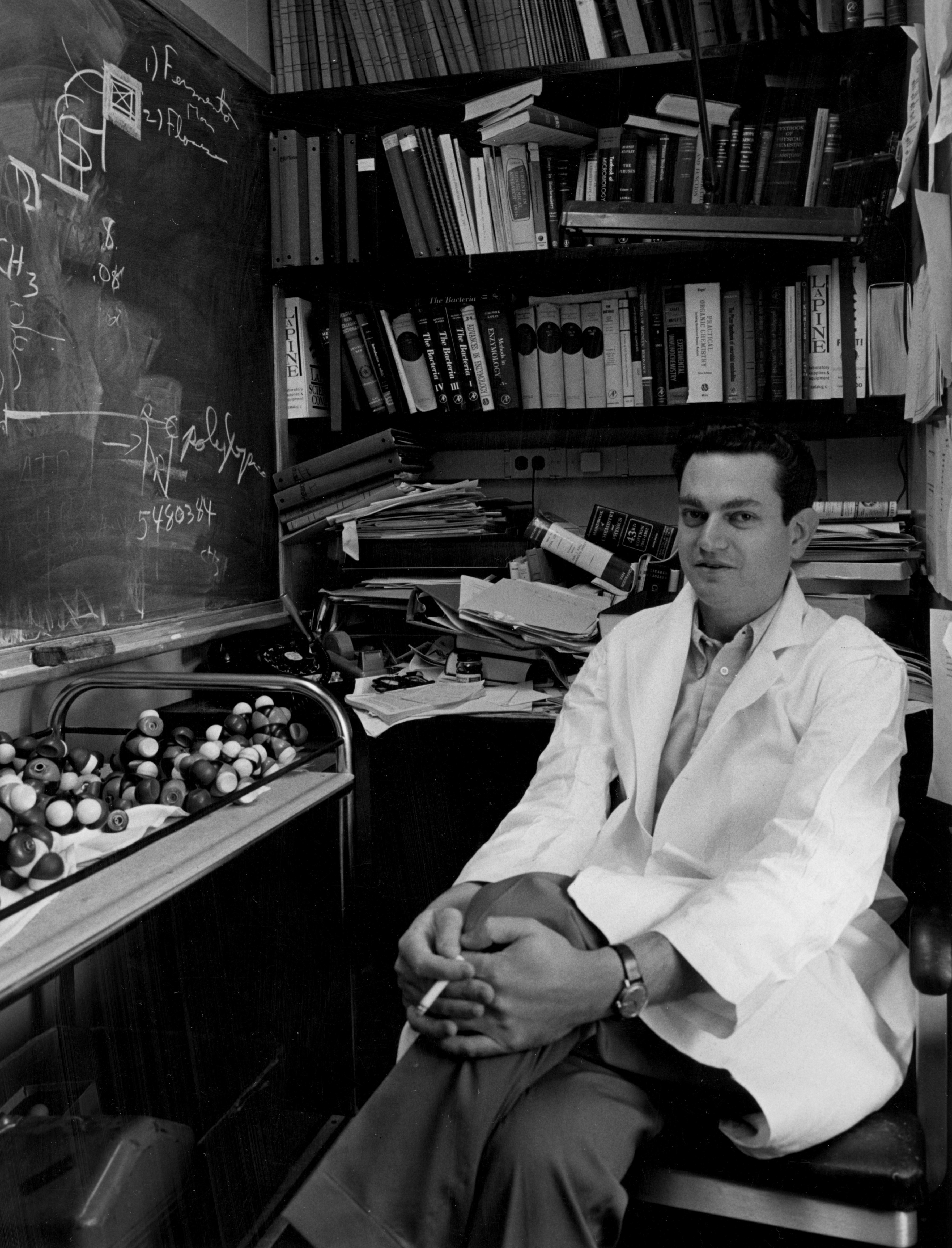
مارشال نيرنبرغ في عام 1962.

انتقل نيرنبرغ سنة 1957 لإجراء أبحاث ما بعد الدكتوراه في المعهد الوطني للصحة (بالإنجليزية: National Institutes of Health (NIH)) كزميل للجمعية الأمريكية للسرطان، فيما كان يدعى حينذاك "المعهد الوطني لالتهاب المفاصل وأمراض الأيض (بالإنجليزية: National Institute of Arthritis and Metabolic Diseases). وفي سنة 1959 أصبح نيرنبرغ باحثاً في الكيمياء الحيوية بالمعهد الوطني للصحة حيث بدأ دراسة العلاقة بين الأحماض النووية وتخليق البروتين.

## التكريمات والعضويات في الجمعيات المتخصصة
منح نيرنبرغ قلادة العلوم الوطنية سنة 1964، كما قلده الرئيس ليندون جونسون قلادة الشرف الوطنية سنة 1968، وهي نفس السنة التي تقاسم فيها جائزة لويزا غروس هورويتز مع خورانا. وانتخب نيرنبرغ عضواً بالجمعية الفلسفية الأمريكية سنة 2001.

## وفاته
في 15 يناير 2010 توفي نيرنبرغ بعد صراع دام لعدة شهور مع مرض السرطان.

## روابط خارجية
- مارشال نيرنبرغ على موقع الموسوعة البريطانية (الإنجليزية)
- مارشال نيرنبرغ على موقع مونزينجر (الألمانية)
- مارشال نيرنبرغ على موقع إن إن دي بي (الإنجليزية)